# Lillebrænde Sogn
Lillebrænde Sogn var et sogn i Falster Provsti (Lolland-Falsters Stift).
I 1800-tallet var Lillebrænde Sogn anneks til Torkilstrup Sogn. Begge sogne hørte til Falsters Nørre Herred i Maribo Amt. Torkilstrup-Lillebrænde sognekommune blev ved kommunalreformen i 1970 indlemmet i Nørre Alslev Kommune, der ved strukturreformen i 2007 indgik i Guldborgsund Kommune.
I Lillebrænde Sogn ligger Lillebrænde Kirke.
1.	december 2024 indgik sognet i Torkilstrup-Lillebrænde Sogn
I sognet findes følgende autoriserede stednavne:
- Barup (bebyggelse, ejerlav)
- Blæsebjerg (bebyggelse)
- Lillebrænde (bebyggelse, ejerlav)
- Porrehuse (bebyggelse)
- Skovhuse (Lillebrænde Sogn) (bebyggelse)
- Sortsø Nor (areal)